# Artillerikyrkogården
Artillerikyrkogården är en nedlagd begravningsplats i kvarteret Förrådsbacken i stadsdelen Östermalm, Stockholm. Kyrkogården ligger på samma tomt som Radiohuset vid korsningen Dag Hammarskjölds väg och Gärdesgatan, norr om Engelska kyrkan i Diplomatstaden. Den sista begravningen skedde år 1912. Därefter avlystes kyrkogården. Begravningsplatsen är inte längre tillgänglig för allmänheten eftersom den ligger inom Sveriges Radios och Sveriges Televisions civila skyddsobjekt.

## Historia
Begravningsplatsen användes redan på 1730-talet och kallades då för Laboratoriekyrkogården. Namnet kommer från den laboratorieanläggning för experiment med krut och ammunition som fanns där Sveriges Radio har sina anläggningar idag. Artillerikyrkogården anlades år 1860 samtidigt med Stockholms garnisons begravningsplats, Garnisonskyrkogården. Den låg på Engelska kyrkans nuvarande tomt och några gravar finns fortfarande kvar söder och öster om kyrkan. 
På Artillerikyrkogården har cirka 4 000 personer som tillhörde Kunglig Svea artilleriregementes församling begravts. De allra flesta som vilade här var knutna till Kunglig Svea Artilleriregemente, som var en egen kyrkoförsamling. Här låg officerare, manskap, hantverkare och ibland också deras fruar, söner och döttrar. Dödsorsaken var enligt Artilleriförsamlingens handlingar inte enbart krigshandlingar utan oftast sjukdomar som tuberkulos, difteri och lunginflammation. 
Platsen upptar en yta av ungefär 45x40 meter. En grusgång delar kyrkogården i två nästan lika stora delar. Totalt räknades ett 50-tal gravvårdar, varav ett tiotal nu saknar läslig inskrift, medan de övriga 40-talet upptar drygt 50 namn med dödsårtal mellan 1831 och 1899. Ungefär hälften av gravvårdarna upptar de begravdas militära titlar. I tre gravvårdar ingår kanon-/haubitspipor, medan ett par är inhägnade.
Den 31 januari 1997 beslutade länsstyrelsen att Artillerikyrkogården skall betraktas som en fornlämning och vara skyddad mot ingrepp och exploatering. Artillerikyrkogården är även ett registrerat garnisonsminne. Svenska staten äger begravningsplatsen, men Sveriges Radio Förvaltnings AB sköter området.

### Bilder

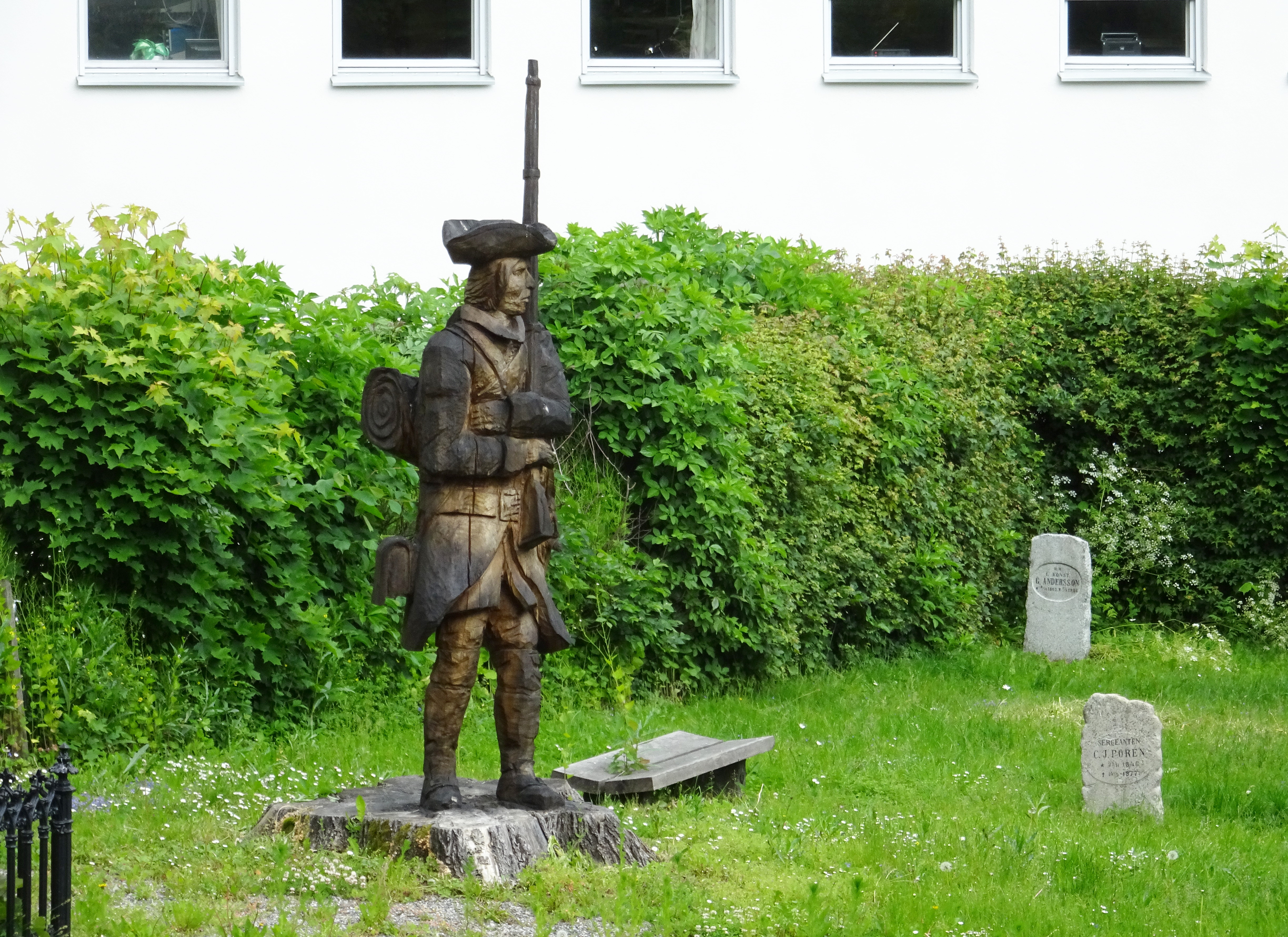
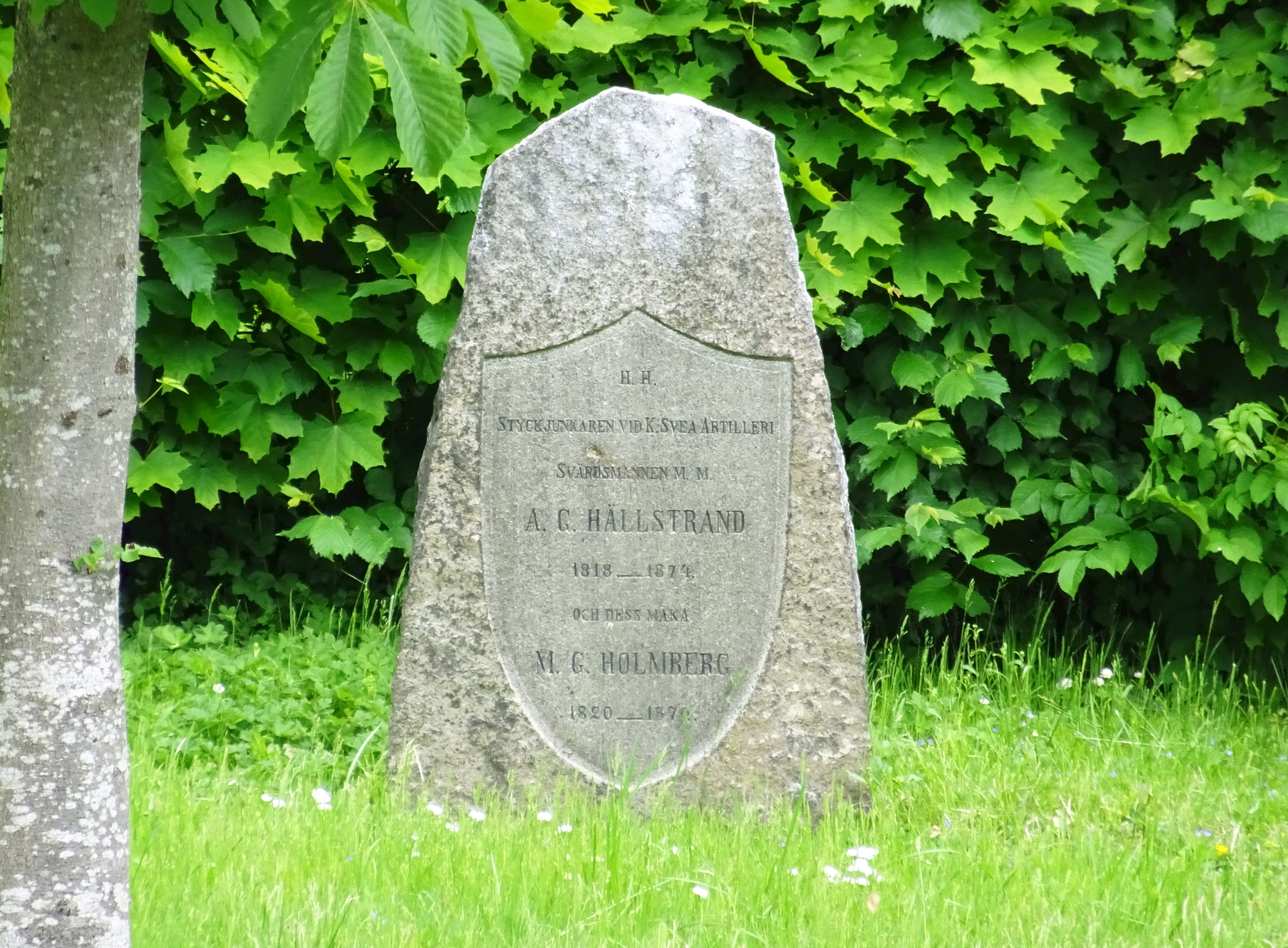
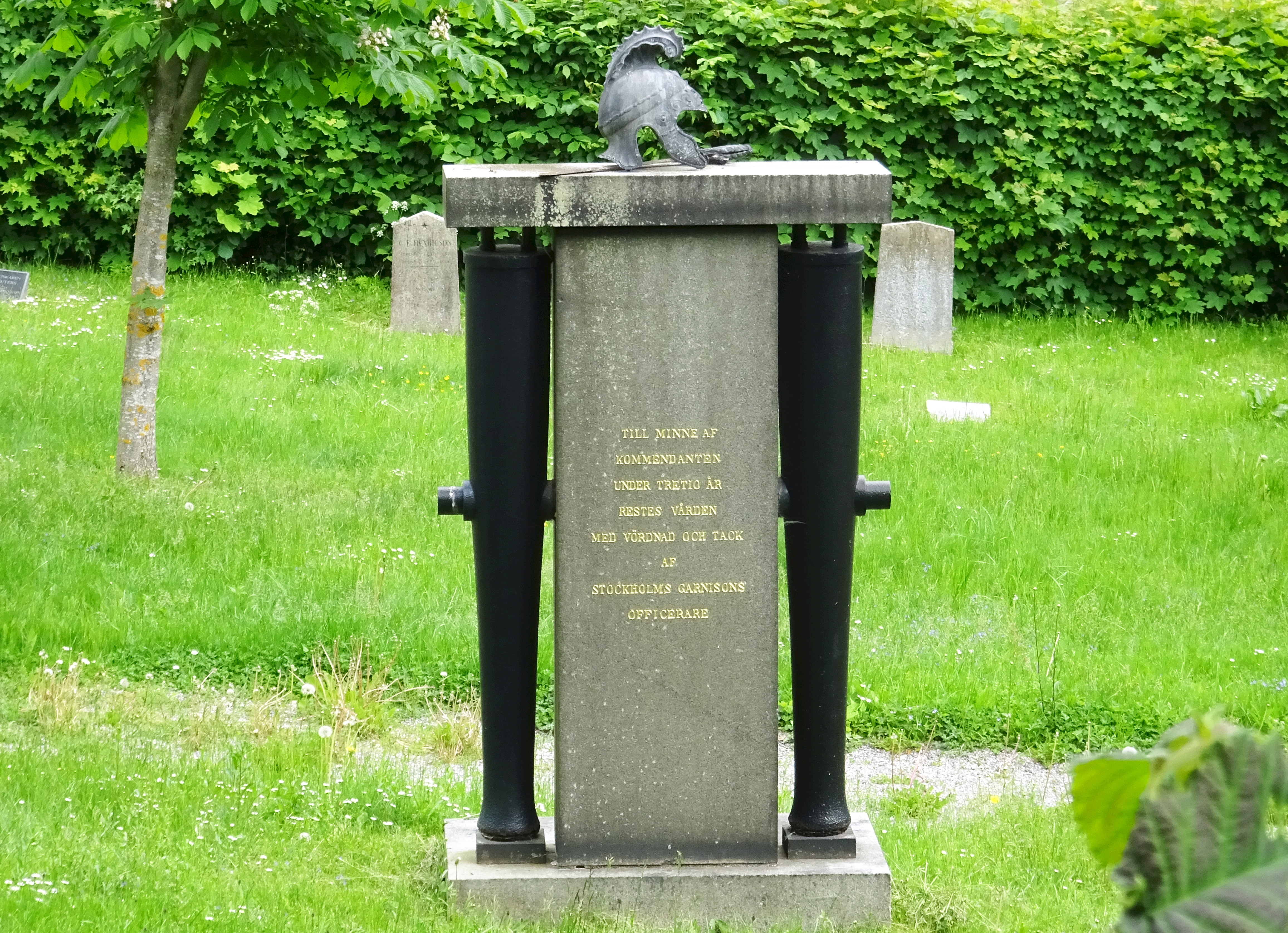
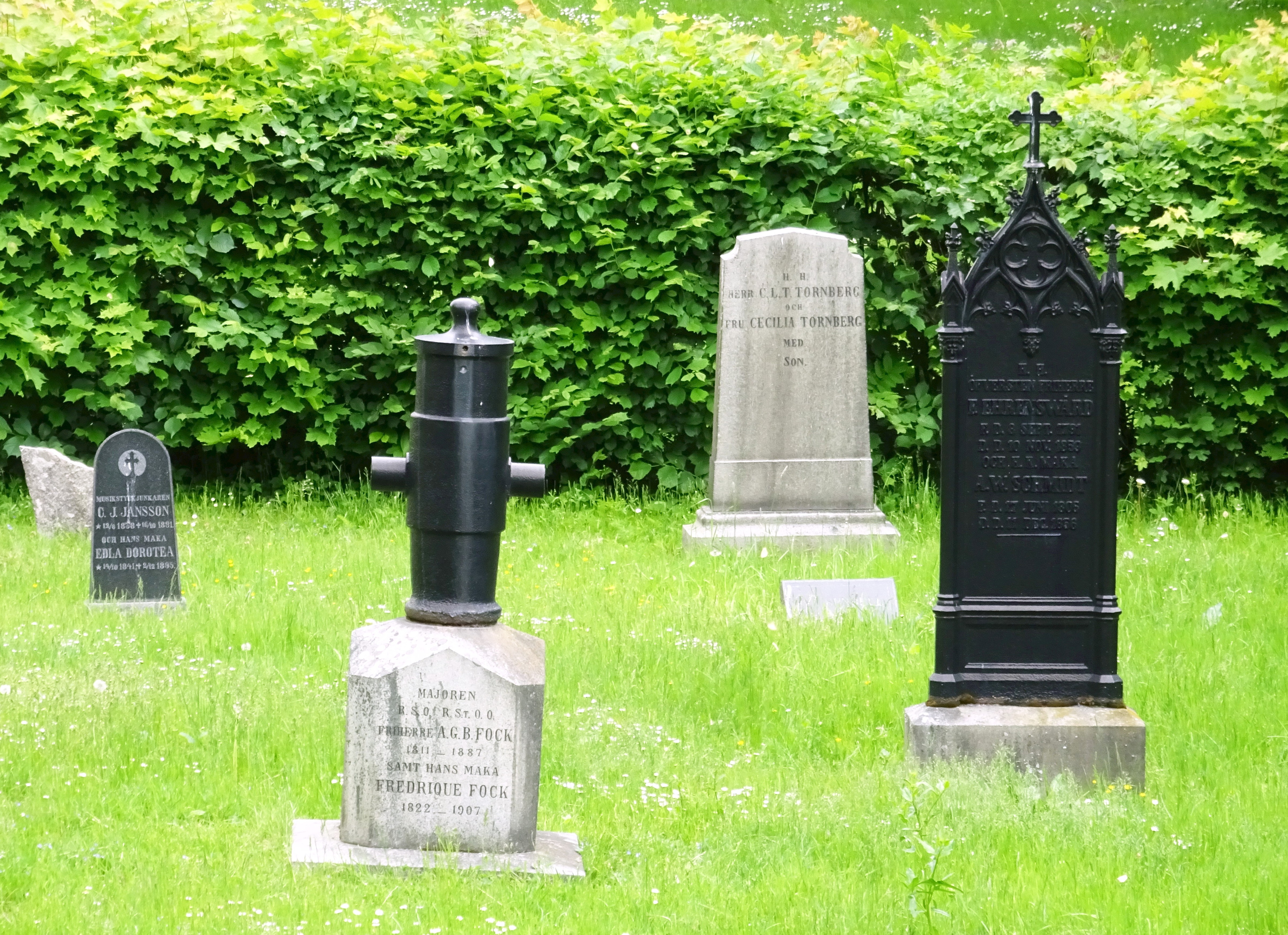